# Alfonso Ansieta Núñez
Alfonso Ansieta Núñez (Viña del Mar, 24 de marzo de 1930-Santiago, 3 de abril de 2009), fue un abogado y político demócratacristiano chileno. Se desempeñó como diputado, regidor y alcalde de la comuna de Valparaíso en dos ocasiones (1964-1965 y, 1970).

## Primeros años de vida
Fue hijo de Armando Ansieta Ansieta y de Ana Rosa Núñez Garrao. Efectuó sus estudios primarios y secundarios en el Colegio de los Sagrados Corazones de Valparaíso, ingresando luego a la Universidad de Chile, sede Valparaíso, donde juró como abogado (1953). Posteriormente se perfeccionó en la Academia de Derecho Internacional de La Haya, Holanda.
Casado en primeras nupcias con María Elena Castro Le-Fort y en segundas nupcias con Alicia Anahilda Camus Ceballos. Y tuvo un hijo.

## Vida pública
Ejerció su profesión como abogado de la Compañía Chilena de Navegación Interoceánica, como asesor jurídico de Empresas Navieras y como liquidador de seguros de la firma "Ansieta & Barroilhet". Además, se dedicó a la docencia, como profesor de Derecho en la Universidad Católica de Valparaíso.
Inició sus actividades políticas en la Democracia Cristiana. Elegido Regidor (1962) y Alcalde de Valparaíso (1964).
Elegido Diputado por Imperial, Quillota, Limahce y Casablanca (1965-1969). Integró la comisión permanente de Constitución, Legislación y Justicia.
Participó de la Reunión de Consulta de la Comisión de Transporte Marítimo de las Naciones Unidas, efectuada en Ginebra, Suiza (1967) y en la 2.ª. Conferencia de Naciones Unidas sobre Comercio y Desarrollo, celebrada en Nueva Delhi, India (1969).
Nuevamente Diputado por Valparaíso (1973-1977), alcanzó a integrar la comisión permanente de Economía y Comercio. Sin embargo, el período legislativo quedó suspendo a raíz de la intromisión militar el 11 de septiembre de 1973 que derrocaron al gobierno y suspendieron la Constitución.